# یاگونوو
یاگونوو (انگلیسی: Yagunovo) یک شهرک در شهرستان کیگینسکی استان باشقیرستان کشور روسیه است.